# Joanny-Philippe Lagrula
Joanny-Philippe Lagrula (1870 – 1941) è stato un astronomo francese.
Laureatosi nel 1901 all'Università di Lione con una tesi sulle occultazioni delle Pleiadi ad opera della Luna, iniziò a lavorare all'osservatorio dello stesso istituto. Nel 1906 divenne direttore dell'osservatorio astronomico di Quito e dopo qualche anno tornò in patria all'osservatorio di Nizza. Nel 1924 si trasferì all'osservatorio di Algeri di cui fu direttore tra il 1931 e il 1938 succedendo nella carica a François Gonnessiat.
Il Minor Planet Center gli accredita la scoperta dell'asteroide 775 Lumière effettuata il 6 gennaio 1914.
Gli è stato dedicato l'asteroide 1412 Lagrula.